# Autoroute A50 (Pays-Bas)
Pour les articles homonymes, voir A50.
L'autoroute néerlandaise A50 (en néerlandais Rijksweg 50) est une autoroute des Pays-Bas, qui relie Emmeloord et Eindhoven. Elle est longue de 160 km.

## Les villes importantes
- Eindhoven
- Oss
- Arnhem
- Apeldoorn
- Zwolle
- Emmeloord